# Нижний чехейлис
Нижний чехейлис (Łəw̓ál̕məš, англ. Lower Chehalis) — мёртвый индейский язык, который принадлежит цамосской ветви прибрежно-салишской группы салишской языковой семьи. На этом языке ранее говорил народ чехейлис, проживающий на юго-западном побережье штата Вашингтон в США. В некоторых классификациях нижний чехейлис находится ближе к языку квинолт, чем к языку верхний чехейлис. Хотя язык мёртв, несколько человек могут пассивно знать несколько слов и фраз (Голла 2007). Язык плохо задокументирован, но некоторые аудиозаписи были сделаны около 1940 года.